# Mardorf (Neustadt am Rübenberge)
Mardorf ist ein Ortsteil von Neustadt am Rübenberge in der Region Hannover in Niedersachsen. Durch seine Lage am Nordufer des Steinhuder Meeres und innerhalb des Naturparks Steinhuder Meer ist er mit seinem Tourismus als Erholungsort staatlich anerkannt.

## Geschichte

### Urgeschichte
Während der Elster-Kaltzeit vor rund 400.000 Jahren wurden durch das Inlandeis viele Findlinge, wie der Davidstein, der  Goliathstein und der Paul-Woldstedt-Stein (siehe unten: Naturdenkmale) aus Skandinavien nach Norddeutschland und damit auch in die Gegend von Mardorf transportiert. Vor rund 15.000 Jahren bildete sich das Steinhuder Meer mit Wander- und Sanddünen im nördlichen Bereich des Gewässers, wo sich vor rund 10.000 Jahren steinzeitliche Lagerplätze befanden. Um 5.500 vor Christus gab es drei Siedlungsplätze um das heutige Mardorf, die in den Weißen Bergen westlich, am Bannsee nördlich und in Lütjen Mardrup östlich des Ortes lagen. Im 5. bis 8. Jahrhundert nach Christus entstand das alte „Lütjen Mardrup“ mit zwei bis drei sogenannten „freyen“ Höfen.

### Mittelalter und Neuzeit
Der Ortsname Mardorf bedeutet „Dorf am Meer“. 1171 wurde der Ort als „Meredorpe“ und 1173 als „Merctorph“ erstmals urkundlich erwähnt. 1522 hatte das direkt am Seeufer gelegene Mardorf etwa 75 Einwohner. 1569 wurde der Ort evangelisch-lutherisch. Im Dreißigjährigen Krieg wurde der Ort aufgegeben und nach 1620 weiter westlich und etwas vom Ufer entfernt in einem Buchen- und Eichenwald wieder aufgebaut. 1668 war die Bevölkerung auf rund 250 Personen angewachsen. Es entstand eine Dorfschule. Die Bauernhöfe gliederten sich in sieben Halbmeier, zwei Halbspänner und elf Kötner.
1721 wurde in Eigenleistung mit dem Bau der Fachwerk-Kapelle begonnen. Um 1725 hatte sich die Einwohnerzahl auf etwa 550 Personen erhöht und es bildete sich die „Gemeinschaft der 27 Bauern“, die bis heute als Realgemeinde fortbesteht. Mitte des 19. Jahrhunderts erfasste Mardorf die Auswanderungswelle nach Amerika, was die Bevölkerungszahl halbierte. Zur Existenzsicherung wurde nun mit der gezielten Urbarmachung der Meerbruchwiesen begonnen. 1842 wurde die heutige „Alte Schule“ errichtet. 1846 wurde Mardorf nach der Auflösung des alten Amtes Rehburg dem weiter östlich gelegenen Amt Neustadt am Rübenberge zugeschlagen. 1867 wurde die Dorfschmiede erbaut, in der sich heute eine Aalräucherei befindet.
1871 wurde eine Erd-Holländer-Windmühle nach Mardorf umgesetzt, die bis 1947 in Betrieb war und abgerissen wurde. Heute ist das Gelände um die höchste Erhebung Mardorfs mit 63 m der „Golfpark Steinhuder Meer (GPSM)“ mit einer 18-Loch- und einer 9-Loch-Anlage sowie weiteren Einrichtungen mit einer Gesamtausdehnung von 110 ha.

### 20. Jahrhundert

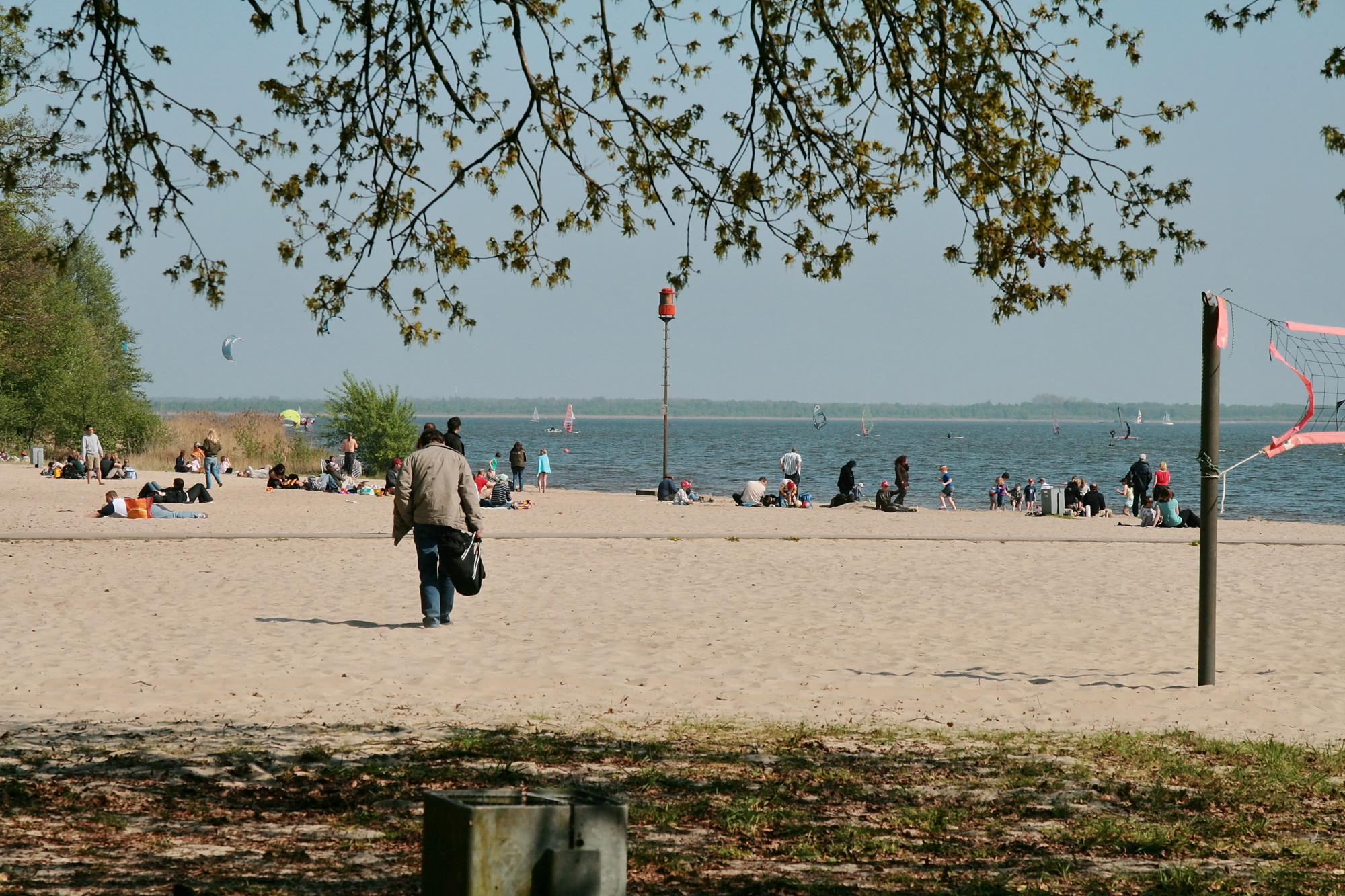
Strand

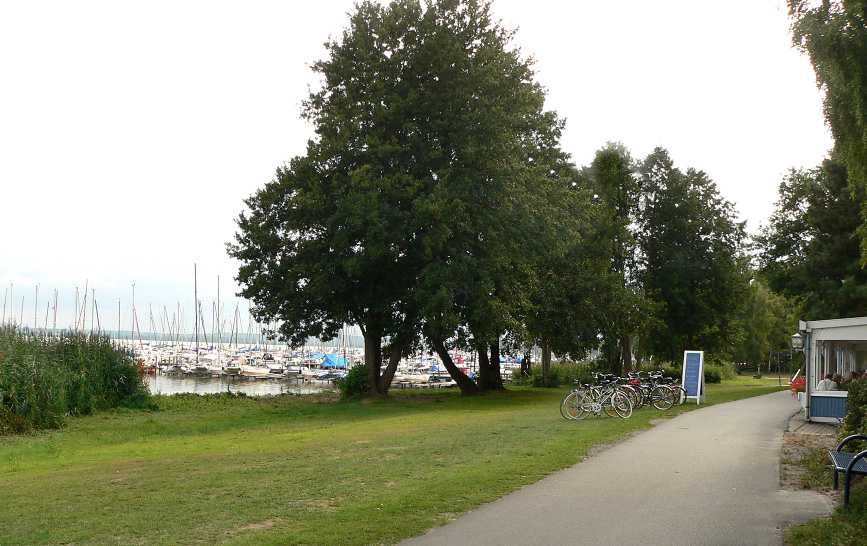
Uferpromenade mit Steganlagen

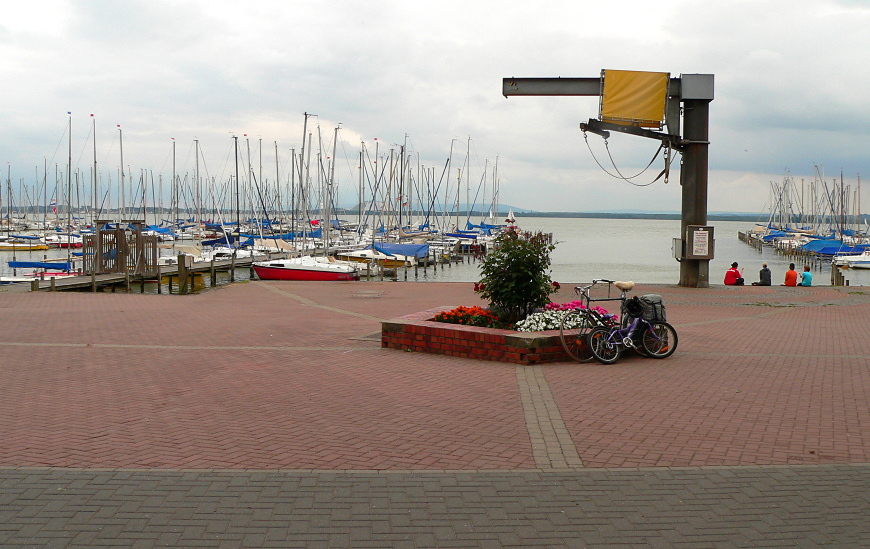
Die öffentliche Krananlage

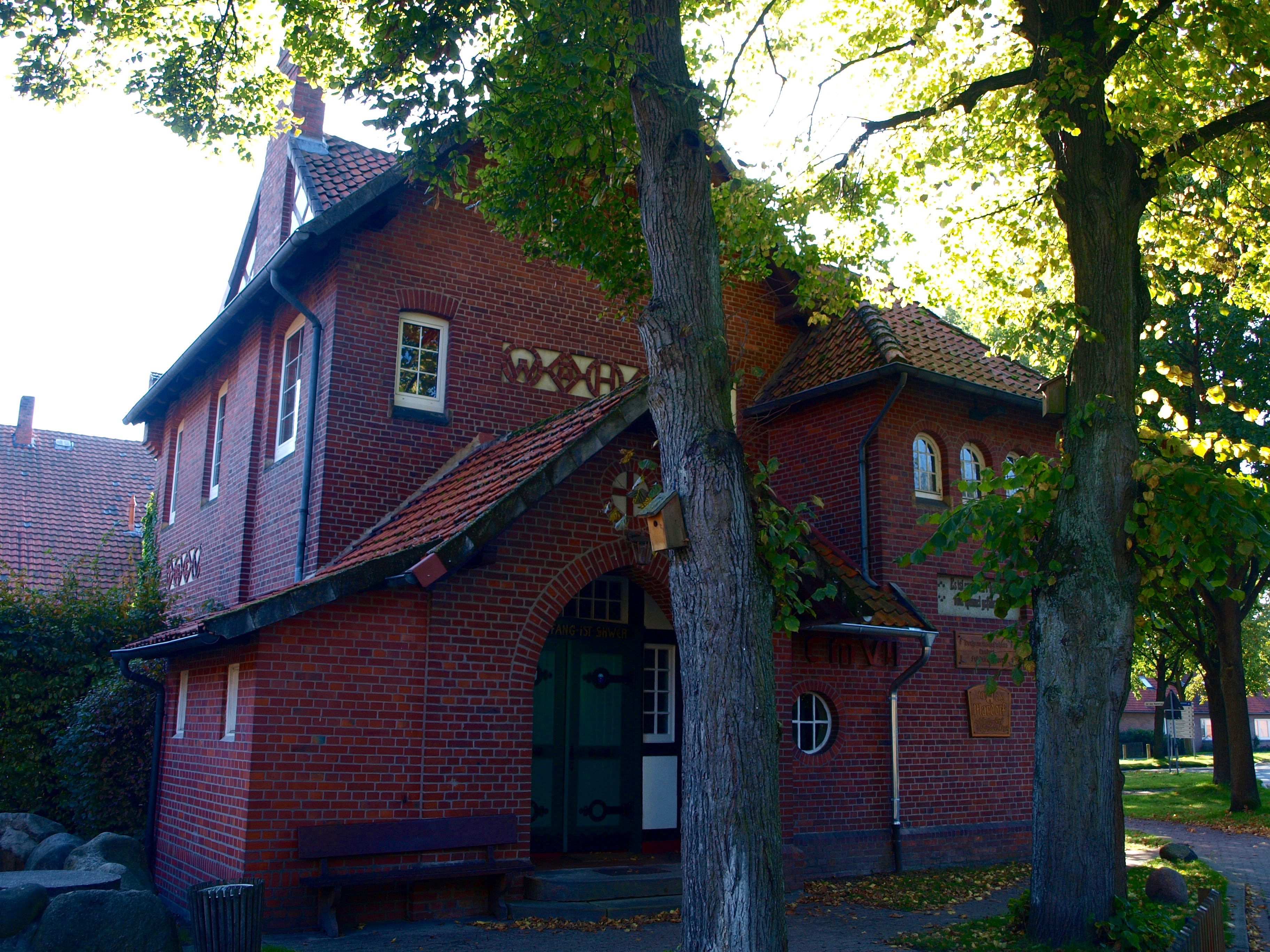
„Neue Alte Schule“

Um 1900 hatte Mardorf etwa 100 Häuser mit 571 Einwohnern, die fast alle von der Landwirtschaft lebten. 1913 erfolgte die Elektrifizierung des Ortes und um 1914 begann in den nahe gelegenen Niedermooren die Kultivierung unter Einsatz von großen Dampfmaschinen.
Um 1918 plante der hannoversche Keksfabrikant Hermann Bahlsen mit dem Architekten Carl Arend das Großprojekt Familienbad Weißer Berg in Mardorf, das möglicherweise wegen Bahlsens Tod 1919 nicht realisiert wurde. Das Gelände wurde 1921 von der Hannoverschen Bank (1922 Deutsche Bank) übernommen. Der Mardorfer Dorfschulmeister Wilhelm Carl wurde nach 1921 unter dem Namen „Carl Mardorf“ ein bekannter Heimat-Schriftsteller.
Nach 1945 verdoppelte sich innerhalb weniger Monate die Bevölkerung. Heimatvertriebene und Flüchtlinge, vor allem aus Schlesien (insbesondere Eckertsdorf), fanden hier eine neue Heimat. Mitte des 20. Jahrhunderts begann der Ausbau des bis dahin reinen Bauerndorfes zum Touristenzentrum mit Wochenendsiedlungen (nach 1950) und Fremdenverkehr (nach 1965). 1961 bis 1963 veränderten anhaltende Brandstiftungen das bäuerliche dörfliche Erscheinungsbild grundlegend. 1964 wurde am Heerhof die „Neuapostolische Kirche“ (seit 1934 im Ort) errichtet. 1968 entstand die „Moorstraße“ durch das Tote Moor nach Neustadt. Bis dahin war es nur über Schneeren möglich, das Steinhuder Meer mit Mardorf von Neustadt oder Hannover aus zu erreichen. Etwa die Hälfte aller touristischen Besucher kommt aus dem angrenzenden Ostwestfalen-Lippe. Bis 1970 wurde der über 5 km lange befestigte Uferweg am Nordufer des Steinhuder Meeres mit der Promenade (im westlichen Teil) erstellt.
Am 1. März 1974 wurde Mardorf in die Stadt Neustadt am Rübenberge eingegliedert.
Um 1980 wurde eine Dorferneuerung begonnen und 1983 wurde der Verein „Dorfgemeinschaft Mardorf e. V.“ gegründet (2017 fast 300 Mitglieder). Seither gab es durch Wiederaufbau (u. a. Grill-, Brase-, Brennewienspeicher), Umbau, Neugestaltung, Anlage von 8 Wanderpfaden (M1-M8), Installation von 50 kleineren und größeren Informationstafeln und Neubauten viele Veränderungen im Dorfbild. 1983 errang das Dorf den Titel beim Wettbewerb Unser Dorf soll schöner werden. 1984 konnte die vom Abriss bedrohte „Neue Alte Schule“ zum Dorfgemeinschaftshaus umgebaut werden. 1989 verstarb der letzte Wanderschäfer in Mardorf. 1990 eröffnete das „Heimatmuseum-Josef-Boslar“ (Gebäude von 1750) und 1996 das „Haus des Gastes“ (Tourist-Info).

### 21. Jahrhundert
2007 bekam Mardorf nach über 50 Jahren wieder ein Storchennest, das sich auf dem Haus des Gastes befindet. 2008 wurde Mardorf mit dem Nordufer Teil der großen Tourismusorganisation rund ums Steinhuder Meer. 2010 wurde die „Kiepenfrau mit Hoho-Kerl“ als Eichenholz-Statue aufgestellt. Die „Sehstege“ (Sehbrücke und 3 weitere freie Steganlagen) eröffnen einen ungehinderten Blick auf das Wasser. Die neue Biogasanlage nimmt sämtliche Gülle auf und versorgt viele Haushalte im Dorf mit Wärme. Statt in einer neuen örtlichen Kläranlage werden die Abwässer jetzt nach Rehburg entsorgt.
2013 wurde ein öffentlicher Bücherschrank aufgestellt und es erfolgte die Übernahme des 100-jährigen Trafoturms am Not-Teich durch die Dorfgemeinschaft. Die Trasse des Uferweges wurde 2013 nach zweijähriger Bauzeit in voller Länge neu ausgebaut und das Umfeld neu gestaltet. 2013 machte die „Seebühne“ als schwimmende Veranstaltungs-Plattform auf dem Steinhuder Meer das erste Mal am Nordufer Station. 2015 bedeutet das Aus für die örtliche Grundschule. Drei Buslinien (15 Bushaltestellen) verbinden Mardorf mit den benachbarten Zentren.

## Politik

### Ortsrat
Der Ortsrat von Mardorf setzt sich aus einer Ratsfrau und acht Ratsherren zusammen. Im Ortsrat befinden sich 18 zusätzliche beratende Mitglieder.
Sitzverteilung:
- CDU: 5 Sitze
- SPD: 3 Sitze
- AfD: 1 Sitz

(Stand: Kommunalwahl 11. September 2016)

### Ortsbürgermeister
Der Ortsbürgermeister von Mardorf ist Hubert Paschke (CDU). Sein Stellvertreter ist Björn Niemeyer (CDU).

### Wappen
Der Entwurf des Wappens von Mardorf stammt von dem Heraldiker und Autor Werner Kaemling, der auch die Wappen von Blumenau, Empelde, Wedemark und vielen anderen Ortschaften im Landkreis Hannover entworfen hat. Die Genehmigung des Wappens wurde durch den Regierungspräsidenten in Hannover am 21. Juli 1969 erteilt.
| Wappen von Mardorf | Blasonierung: „Von Silber und Rot schrägrechts geteilt, oben aus blauen Wellen wachsend drei schwarze „Lampenputzer“-Schilfstengel, unten ein linksgerichtetes, silbernes Jagdhorn.“ |
| Wappen von Mardorf | Wappenbegründung: Mardorf ist eine am Steinhuder Meer gelegene Gemeinde. Der Schilfbewuchs – früher stark vertreten, heute weniger häufig anzutreffen – ist typisch für den langgezogenen Uferstreifen des Dorfes. Das Horn ist symbolhaft als Erinnerung an die lange Tradition der Nachtwächter in Mardorf (bis 1943), die allnächtlich mit dem Signal-Horn ihre Runden machten. |

### Flagge und Logo
Die Farben Mardorfs sind „weiß-rot-blau“ (als Flagge waagerecht gestreift). 2009 erhielt Mardorf für alle örtlichen Vereine und Gruppen ein einheitliches Logo „...natürlich Mardorf“.

## Kultur und Sehenswürdigkeiten

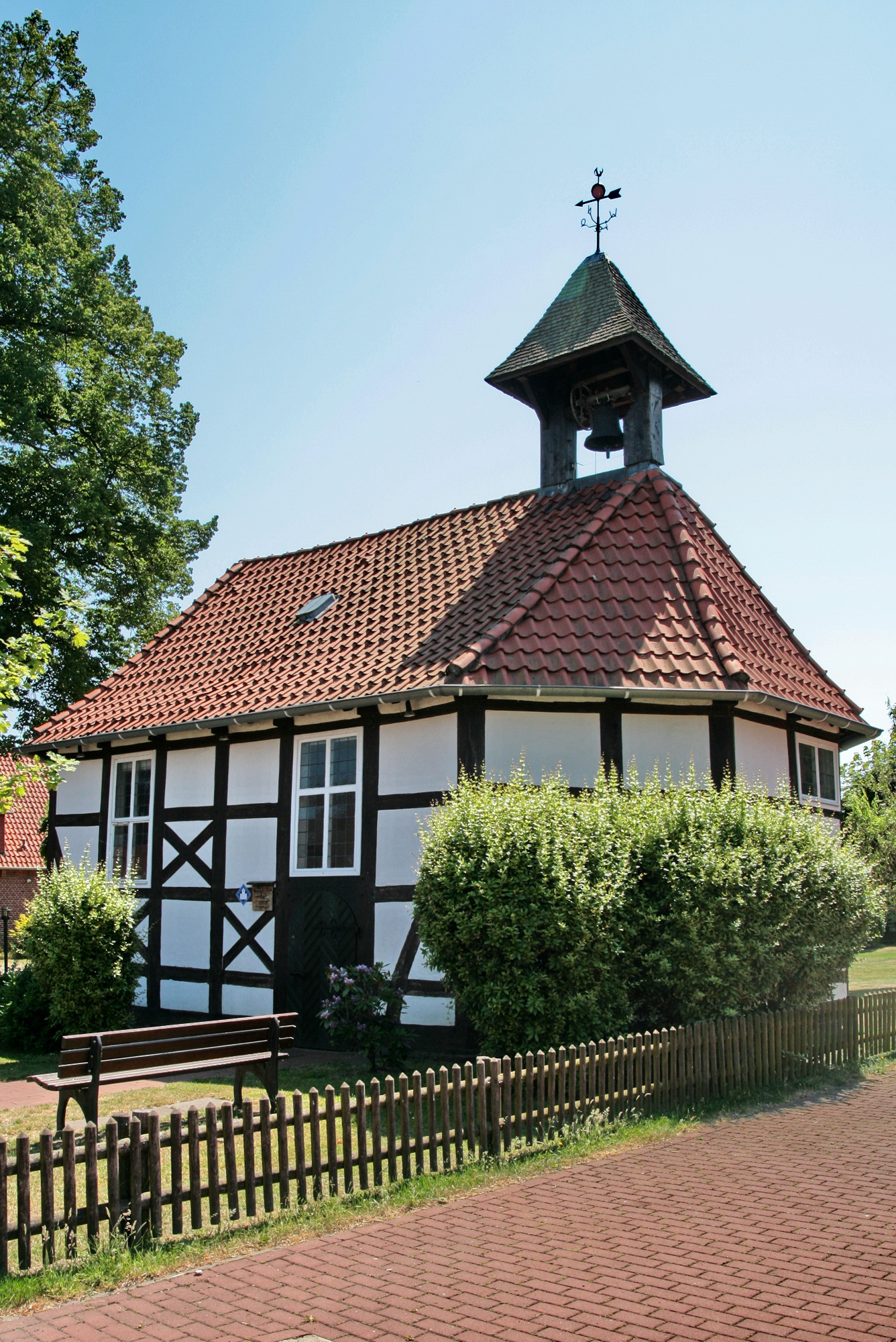
Fachwerk-Kapelle

### Bauwerke
- Fachwerk-Kapelle der evangelisch-lutherischen Christus-Kirchengemeinde Mardorf-Schneeren. Sie wurde 1721/1722 errichtet. Neben dem „Brase-Speicher“ (vor 1660) auf dem Aloys-Bunge-Platz gilt sie als eines der ältesten Mardorfer Gebäude. Die 1907 vom bekannten Rehburger Architekten Ernst Meßwarb als Schüler von Conrad Wilhelm Hase erbaute „Neue Alte Schule“ ist seit 1983 Dorfgemeinschaftshaus.

### Naturdenkmale
- Naturdenkmal „Davidstein“. Es handelt sich um einen 5,3 × 2,5 × 4,5 m großen Findling mit 60 Tonnen Gewicht am Parkplatz (8) Badestrand „Weiße Düne“. Ein weiterer großer Granit-Findling ist der „Goliathstein“ nördlich von Lüttjen Mardorf am Nethelnberg, der etwa 15 Tonnen wiegt. Außerdem gibt es den etwa 20 Tonnen schweren „Paul-Woldstedt-Stein“, der 1981 gefunden wurde und nach dem Geologen Paul Woldstedt benannt ist. Er liegt in den Bockelnbergen am Hochmoorweg.

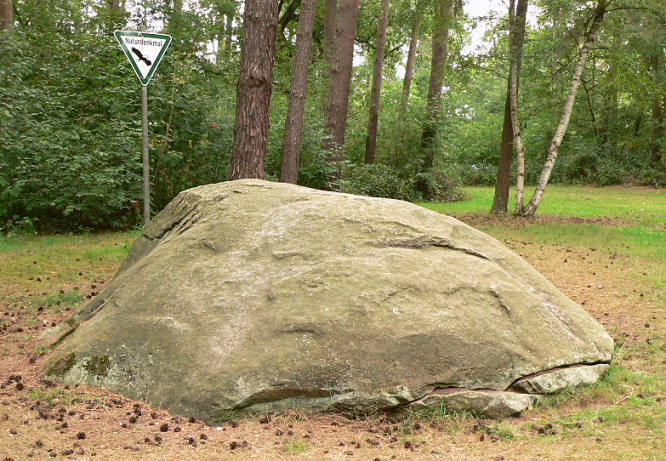
Davidstein
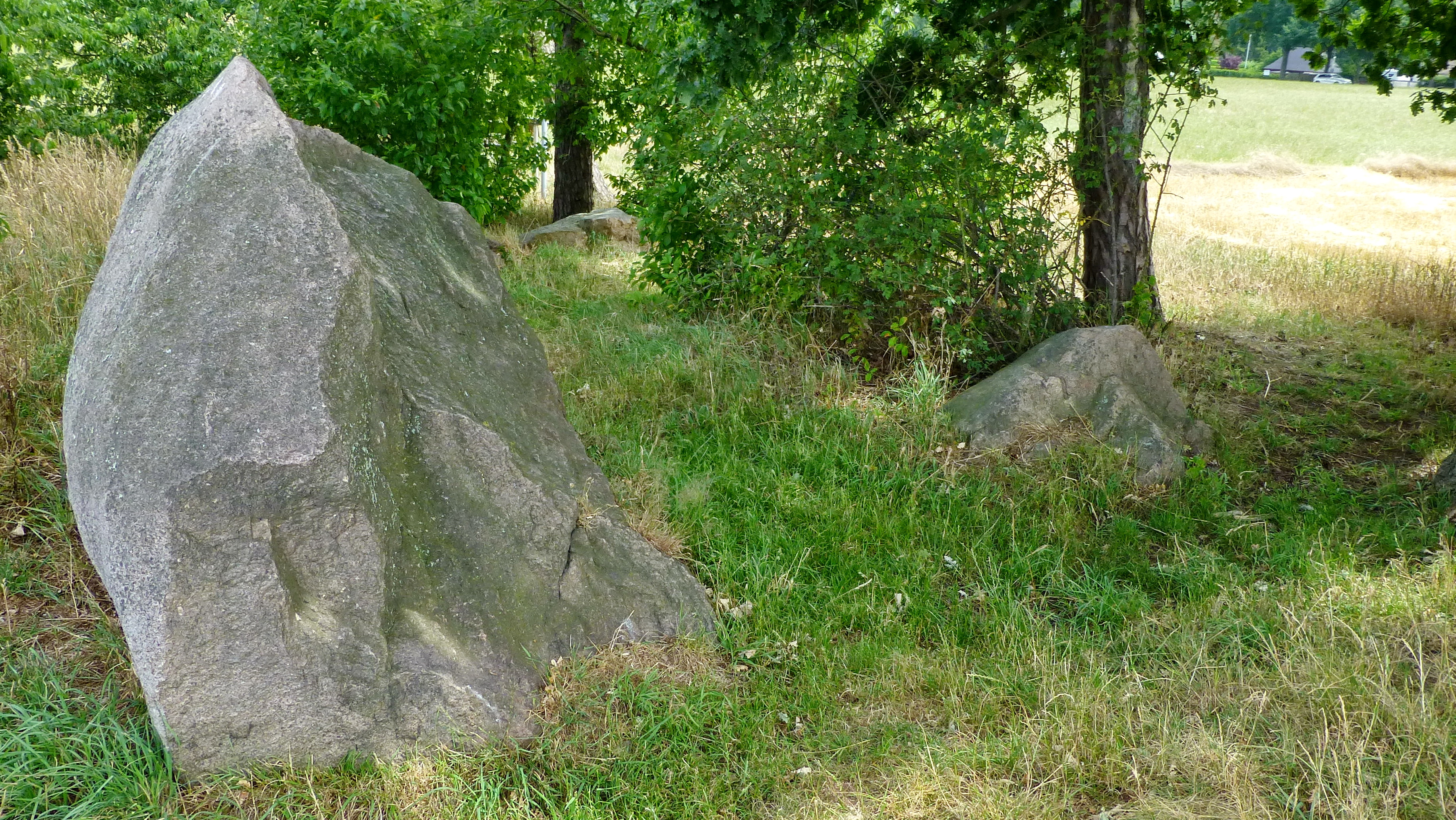
Goliathstein
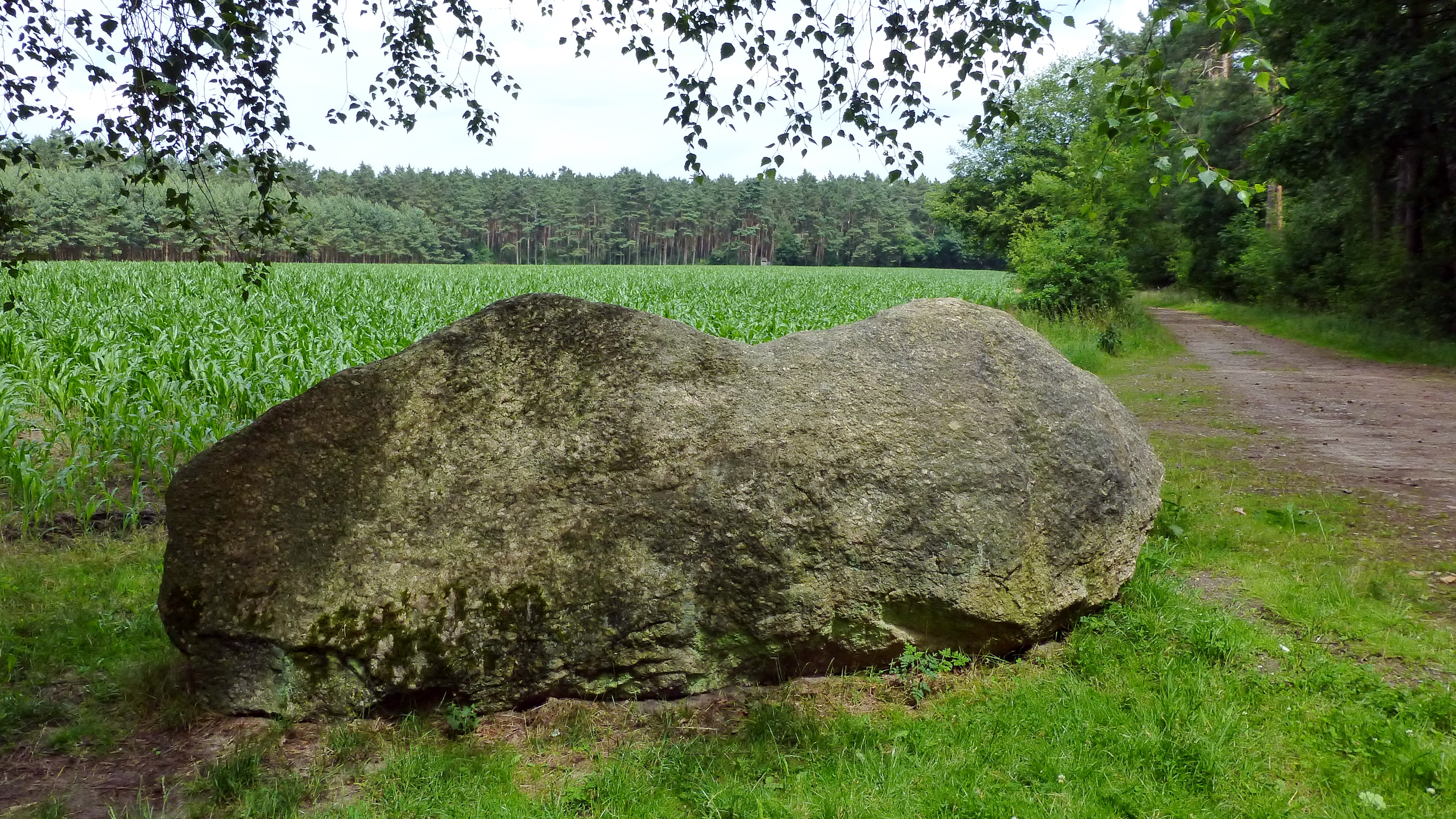
Paul-Woldstedt-Stein

### Sport

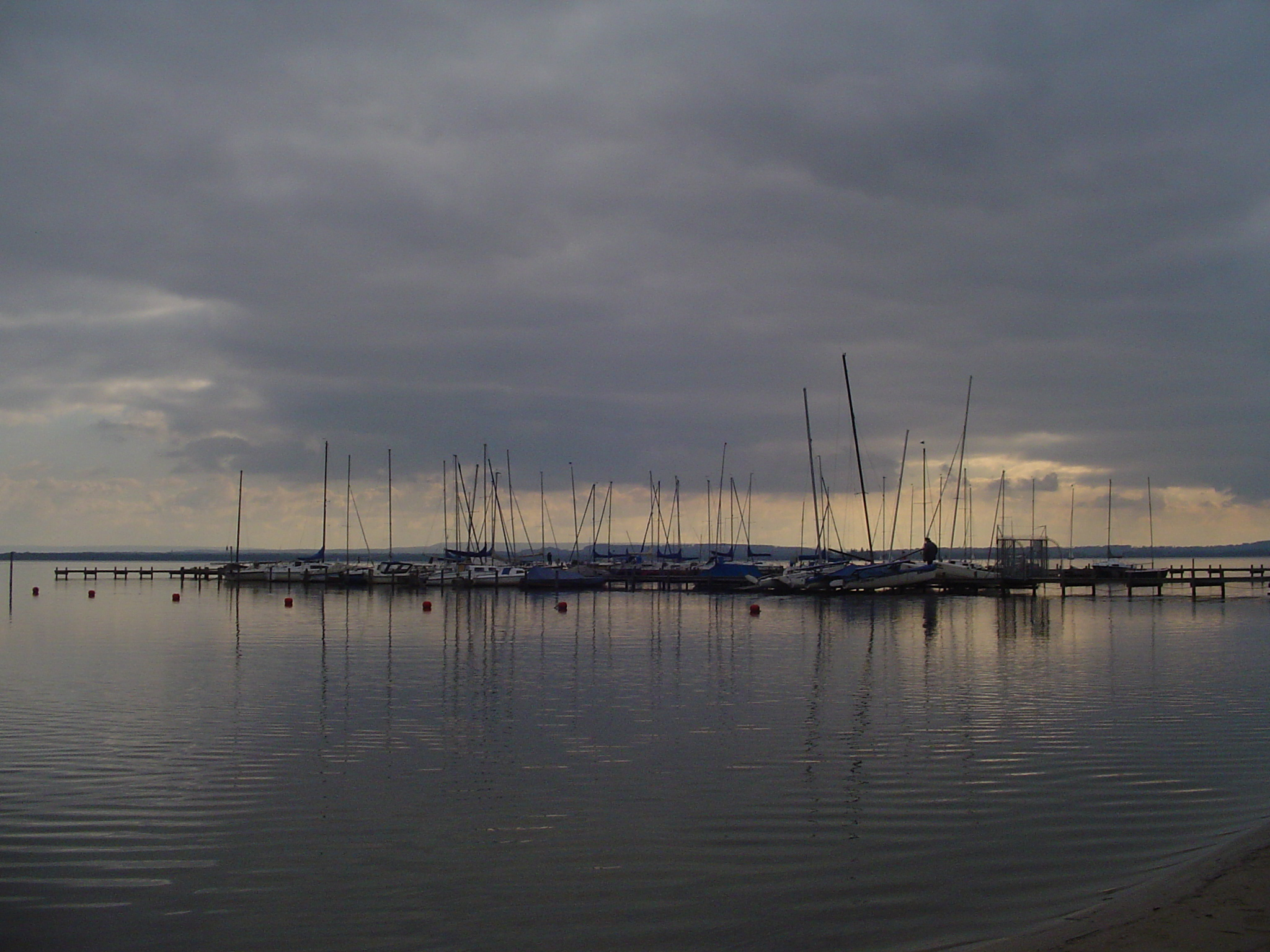
Bootsstege vor Mardorf

Mardorf bietet durch seine Lage am Nordufer des Steinhuder Meeres vielfältige Möglichkeiten der Freizeitgestaltung. Es gibt verschiedene Segel- und Yachtclubs, unter anderem hat der Landeskanuverband Niedersachsen eine Niederlassung im Ort.
Neben Segeln und Windsurfen ist auch Kitesurfen sehr beliebt. Im Winter finden Wettbewerbe im Eissegeln statt. Nördlich des Dorfes befindet sich ein Golfplatz, der sich über eine Fläche von 110 ha erstreckt. Außerdem gibt es einen Hochseilgarten, einen Minigolfplatz, zwei Tennisplätze und einen Bolzplatz. Am Uferweg/Warteweg (Fliegenpilz) befindet sich ein Anleger der Personenschifffahrt nach Steinhude und zum Wilhelmstein.

### Sprache
Beim „Et Mardröpske Plat“ handelt es sich um einen sehr alten Dialekt innerhalb der Niedersächsischen Sprache. Er bildete sich bereits im 3. Jahrhundert nach Christus als „Mardorfer Platt“ heraus mit sprachlichen Verbindungen zum Niederländischen, Englischen und Schwedischen. Durch die lange abgeschiedene Lage des Ortes hatte sich hier das Mardorfer Platt bis in die 1950er Jahre als alleinige Umgangssprache erhalten.

### Regelmäßige Veranstaltungen
- Osterfeuer (Samstag vor Ostern)
- 1. Mai-Feier mit großem Maibaum (mit örtlichen Berufszeichen)
- Ökologischer Markt der ÖSSM (1. Sonntag im Mai)
- Kunsthandwerkermärkte (Himmelfahrt und 3. Oktober)
- Schützenfest (am Wochenende vor Pfingsten)
- Seebühne vor Lüttjen Mardorf (von Juni bis September)[11]
- Bauernmarkt (jeden Mittwoch im Juli und August)
- Familienfest an der Uferpromenade (im Juli)
- Kino am Badestrand (Anfang August)
- Steinhuder Meer in Flammen (letztes Wochenende im August)
- Sommerfest (mit Erntefest am 1. Wochenende im September)
- Weihnachtsmarkt (2 Tage am ersten Advent-Wochenende)

## Wirtschaft und Infrastruktur

### Öffentliche Einrichtungen

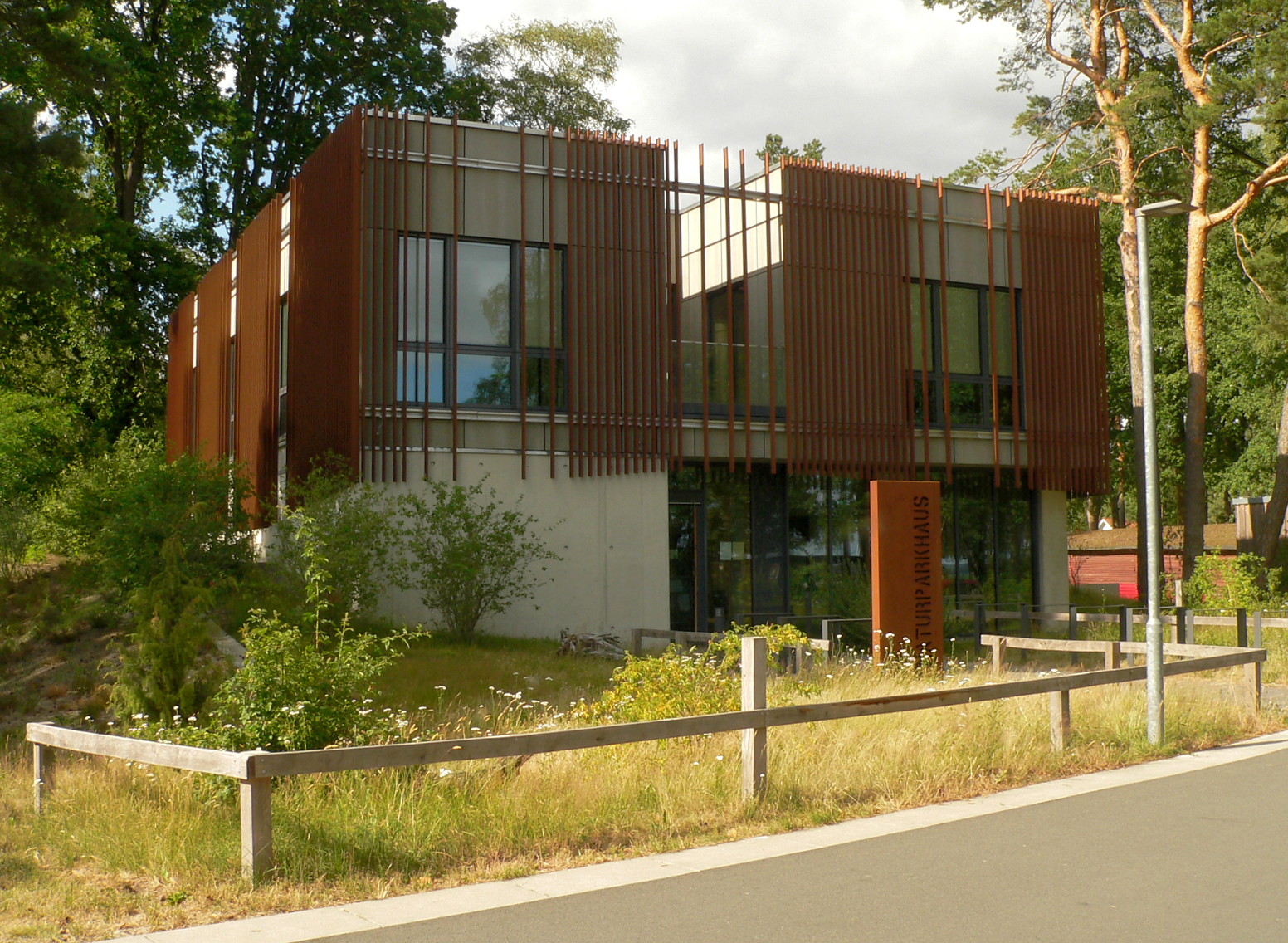
Naturparkhaus Mardorf

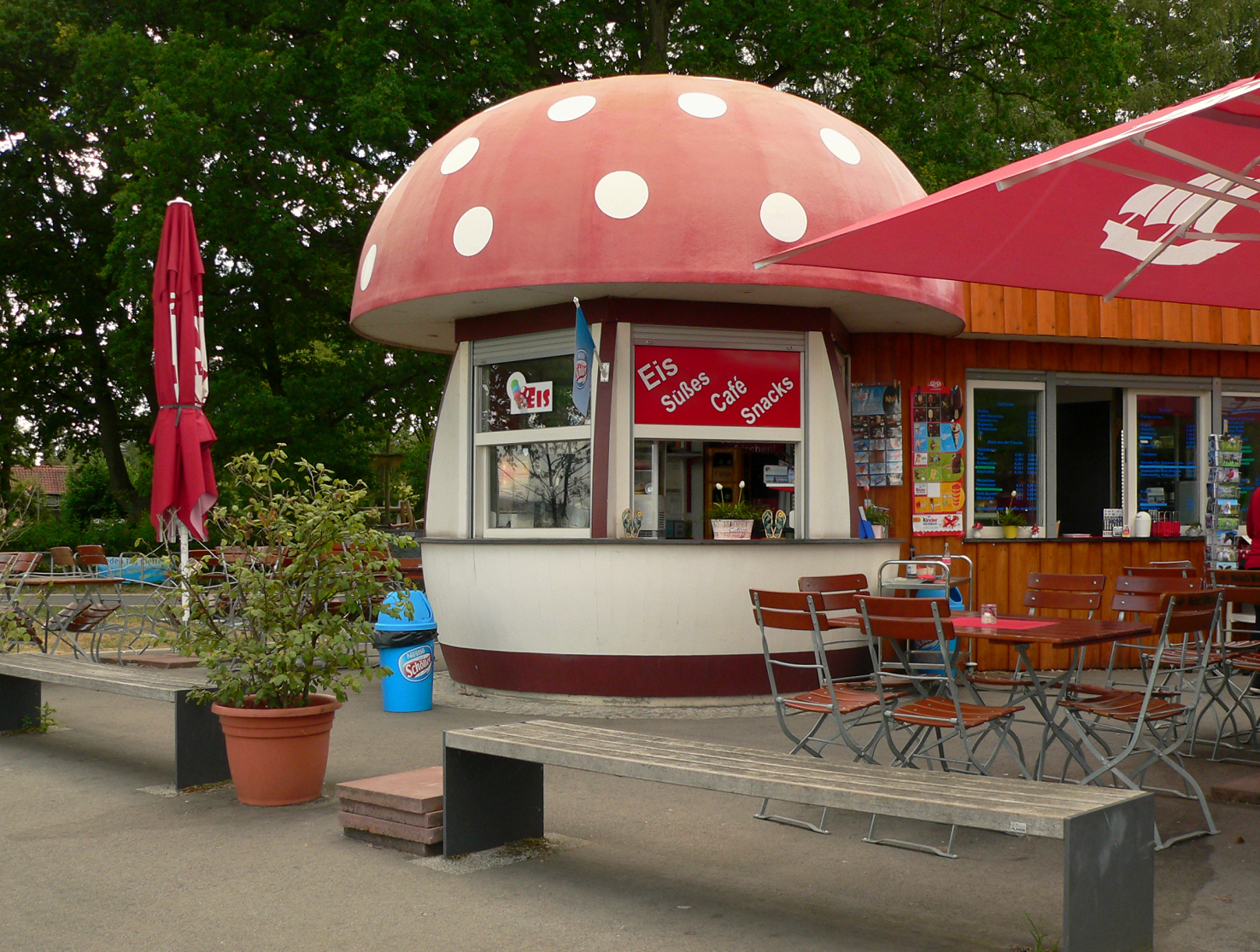
Pilzkiosk „Fliegenpilz“ an der Uferpromenade

In Mardorf gibt es eine Kindertagesstätte, einen Hort und etwa 10 Spielplätze im Dorf und am Nordufer. Der Friedhof an der Jägerstraße hat eine eigene Kapelle. Am Ufer liegen im Sommer an 43 Stegen über 2000 Boote. Neben dem Badestrand gibt es einen großen Surfstrand und am Erlenweg den Hundestrand. Für die jährlich bis zu 800.000 Besucher und Gäste (mit ca. 120.000 Übernachtungen) am Nordufer stehen fast 4.000 Pkw-Stellplätze auf 13 öffentlichen Parkplätzen zur Verfügung.

### Unternehmen
In Mardorf bestehen mehrere Campingplätze mit 1700 Stellplätzen und 20.000 Übernachtungen, 70 Wohnmobilstellplätze sowie eine Jugendherberge. Darüber hinaus gibt es Ferienwohnungen, Pensionen und kleine Hotels mit insgesamt über 800 Betten. Im „Haus des Gastes“ gibt es eine Touristeninformation und am Uferweg befindet sich eine weitere Touristinfo mit der Informationsstelle im Naturpark-Haus Naturpark Steinhuder Meer. Mehr als 20 gastronomische Betriebe bestehen im Dorf und an der Uferpromenade. Barrierefreie WC-Anlagen sind u. a. in der Ortsmitte (Aloys-Bunge-Platz) und am Ufer (Naturparkhaus). Weiterhin ist in Mardorf ein Therapiezentrum für die Erholung von Eltern mit Kindern mit Behinderung. Eine Seniorenresidenz befindet sich am Uferweg nahe dem Pilzkiosk „Fliegenpilz“.

## Persönlichkeiten
Söhne und Töchter des Ortes
- Friedrich Meyer (1910–1975), Politiker (SPD), Landrat des Landkreises Neustadt und Mitglied des Niedersächsischen Landtags